# Maciejowice
Maciejowice è un comune rurale polacco del distretto di Garwolin, nel voivodato della Masovia.
Ricopre una superficie di 172,67 km² e nel 2004 contava 7 390 abitanti.